# Bimba Bosé
Bimba Bosé, nascuda Eleonora Salvatore González-Lucas (Roma, Itàlia, 1 d'octubre de 1975 - Madrid, 23 de gener de 2017) va ser una model, dissenyadora i cantant espanyola. El seu nom artístic significa nena en italià.

## Biografia
Neta del torero Luis Miguel Dominguín i de l'actriu Lucia Bosè, des de la seva infància va estar en contacte amb tota mena de tendències artístiques que li van marcar la personalitat. Estava casada amb el realitzador i músic Diego Postigo i tots dos tenien dues filles anomenades Dora i June. Bimba Bosé era neboda del cantant Miguel Bosé.
Morí el 23 de gener de 2017 a conseqüència del càncer de pit que patia i que li havia estat diagnosticat a començaments de 2014.

## Filmografia
- El cònsol de Sodoma (2010), de Sigfrid Monleón